# Ахмад ибн Маджид
Шихабу-д-дин Ахмад ибн Маджид ас-Са‘ди (араб. أحمد بن ماجد‎; ок. 1421 — ок. 1500) — арабский моряк, географ и писатель XV века. известен как Ибн Маджид, Ибн Абу ар-Ракаиб или по своим почётным прозвищам Шихаб, Шихаб аль-Хакк и Шихаб ад-дин.

## Биография
Его полное имя: Шихабу-д-дин Ахмад ибн Маджид ибн Мухаммад ибн ‘Амр ибн Дувайк ибн Юсуф ибн Хасан ибн Хусейн ибн Абу Ма‘ляк ас-Са‘ди ибн Абу ар-Ракаиб ан-Наджди. Родом из города Рас-эль-Хайма, входившего тогда в состав Омана.
Составил большой свод теории и практики морского дела — «Книгу польз», где использовал как собственные многолетние наблюдения, так и старые арабские источники, а также современные ему лоции Западной части Индийского океана. Описывал маршруты, ведущие на Занзибар, Мадагаскар, Тайвань, острова Индонезийского архипелага. Стал автором более трёх десятков трудов по астрономии, географии и мореплаванию, а также трёх стихотворений, описывающих различные морские пути.
По одной из версий, весной 1498 г. по просьбе Васко да Гамы стал лоцманом португальской эскадры и успешно провел суда от восточного побережья Африки к берегам Индии.